# Valença do Douro
Valença do Douro é uma povoação portuguesa sede da Freguesia de Valença do Douro do município de Tabuaço, freguesia com 8,96 km² de área e 254 habitantes (censo de 2021), tendo, por isso, uma densidade populacional de 28,3 hab./km²
Valença do Douro foi vila e sede de concelho entre 1514 e 1836. Na altura, este era constituído pelas freguesias de Desejosa, Valença do Douro, Casais e Sarzedinho. Ficaram a atestar a sua municipalidade a casa da Câmara, com data de 1810, a cadeia no rés-do-chão e o respectivo pelourinho. Tinha, em 1801, 564 habitantes.
Fica situada a 350 m de altitude e 17 km da sede do município. Em pleno coração do Alto Douro domina um vale de rara beleza paisagística.
Valença do Douro é uma das mais antigas bem como das mais importantes freguesias do concelho de Tabuaço. É a primeira produtora de Vinho Fino do município, figurando a freguesia de Adorigo em 2.º lugar. As produções de azeite e de amêndoa são algumas das atividades agrícolas que ocupam a maioria das gentes desta terra.

## Demografia
Nota: Nos anos de 1864 a 1890 pertencia ao concelho de S. João da Pesqueira, tendo passado para o atual concelho por decreto de 07/09/1895.
A população registada nos censos foi:
| Distribuição da População por Grupos Etários | Distribuição da População por Grupos Etários | Distribuição da População por Grupos Etários | Distribuição da População por Grupos Etários | Distribuição da População por Grupos Etários |
| -------------------------------------------- | -------------------------------------------- | -------------------------------------------- | -------------------------------------------- | -------------------------------------------- |
| Ano                                          | 0-14 Anos                                    | 15-24 Anos                                   | 25-64 Anos                                   | > 65 Anos                                    |
| 2001                                         | 82                                           | 67                                           | 225                                          | 77                                           |
| 2011                                         | 36                                           | 45                                           | 209                                          | 73                                           |
| 2021                                         | 13                                           | 25                                           | 131                                          | 85                                           |

## Património
Património arquitetónico listado no SIPA:
- Pelourinho de Valença do Douro - Em termos históricos, tal como acontecia noutras localidades, era no Pelourinho que eram executadas as sentenças judiciais, nomeadamente, castigos corporais. Nos dias de hoje, para além de ser um monumento histórico, representa também um ícone da cultura local.
- Capela de Santo António
- Casa Cimeira
- Castelo de Valença do Douro
- Cruzeiro do Senhor da Agonia
- Igreja Paroquial de Valença do Douro / Igreja de São Gonçalo
- Quinta da Bela Vista
- Quinta da Corte
- Quinta da Portela
- Quinta das Arreigadas
- Quinta do Bom Retiro
- Quinta do Espinheiro
- Quinta do Panascal de Baixo
- Quinta do Panascal de Cima
- Quinta do Pego
- Quinta do Seixo
- Quinta dos Serôdios / Quinta do Bom Retiro Pequeno